# کپوسکسینگ
کپوسکسینگ (به انگلیسی: Kapuskasing) یک منطقهٔ مسکونی در کانادا است که در بخش کوکرین واقع شده‌است. کپوسکسینگ ۸٬۲۹۲ نفر جمعیت دارد و ۲۱۷٫۹۰ متر بالاتر از سطح دریا واقع شده‌است.